# Pisanosaurus
A Pisanosaurus (jelentése 'Pisano-gyík') a madármedencéjű dinoszauruszok egyik kezdetleges neme, amely a késő triász időszakban élt Dél-Amerika területén. E két lábon járó növényevőről az argentin őslénykutató, Rodolfo Casamiquela készített leírást 1967-ben. Csak a típusfaj, a Pisanosaurus mertii vált ismertté egy részleges csontváz alapján. A fosszíliát az Argentínában, a késő triász időszakban, mintegy 228–216,5 millió évvel ezelőtt keletkezett ischigualasto formációban fedezték fel.
A Pisanosaurus pontos besorolása 40 éve viták tárgyát képezi a tudósok között; a jelenlegi megállapodás szerint ez a nem a legrégebbi madármedencéjű, és abba a változatos csoportba tartozik, ami a mezozoikum ideje alatt mindvégig létezett.

## Anatómia
Az ismert fosszilis elemek alapján a Pisanosaurus egy kis, könnyű felépítésű, körülbelül 1 méter hosszú és 30 centiméter magas dinoszaurusz volt. A tömege 2,27 és 9,1 kilogramm között lehetett. A becslések a fosszília hiányossága miatt változnak. A Pisanosaurus farka a többi korai madármedencéjű csontvázán alapuló rekonstrukció szerint elérte a test többi részének hosszát, de mivel a farok nem került elő ez pusztán spekuláció. A többi madármedencéjűhöz hasonlóan két lábon járt, és valószínűleg növényevő volt.

## Felfedezés és elnevezés
A Pisanosaurus mertii  leírását az argentin őslénykutató Rodolfo Casamiquela készítette el 1967-ben. A név Juan A. Pisano argentin őslénykutató neve és az ógörög σαυρος / szaürosz 'gyík' szó összetételéből származik. A Pisanosaurus egy Argentínában talált töredékes csontváz révén ismert. A holotípus a PVL 2577 jelzésű leleten alapul, melyet az Ischigualasto Formációban fedeztek fel.

## Osztályozás
A Pisanosaurus nagyon bazálisnak számít a Madármedencéjűek (Ornithischia) csoportján belül; a koponya alatti (posztkraniális) csontvázról minden jó madármedencéjű szünapomorfia hiányzik; Paul Sereno 1991-ben kijelentette, hogy a fosszília egy kiméra. Az újabb keletű tanulmányok szerint azonban a fosszíliák egyetlen példányhoz tartoznak.
A Pisanosaurus heterodontosauridaként, illetve a legkorábbi ismert madármedencéjűként is osztályozták. Egy 2008-as tanulmány a Pisanosaurust a  Heterodontosauridae családon kívül (annál jóval bazálisabbként) helyezte el. Ebben a tanulmányban a Pisanosaurus a legkorábbi és legkezdetlegesebb madármedencéjűként szerepel.
A Pisanosaurus a Pisanosauridae család típusneme, melyet Casamiquela ugyanabban a cikkben hozott létre, amiben a nemet elnevezte. A Pisanosauridae használatát később elvetették, mivel egy 1976-os tanulmány megállapította, hogy a csoport a már meglevő Heterodontosauridae szinonimája.

## Ősökológia
A Pisanosaurus fosszíliáit Argentínában, az Ischigualasto Formációban fedezték fel. A formációt eredetileg középső triász időszakinak tartották, de jelenleg úgy gondolják, hogy a késő triász időszak karni korszakában, körülbelül 228–216,5 millió évvel ezelőtt keletkezett. A Pisanosaurus az élőhelyét rhynchosaurusokkal, cynodontákkal, dicynodontákkal, prestosuchidákkal, ornithosuchidákkal, aetosaurusokkal és kezdetleges dinoszauruszokkal osztotta meg. A korai húsevő dinoszaurusz, a Herrerasaurus ebben az időszakban ugyanitt élt, és valószínűleg a Pisanosaurusszal táplálkozott.

## Fordítás
- Ez a szócikk részben vagy egészben a Pisanosaurus című angol Wikipédia-szócikk ezen változatának fordításán alapul.  Az eredeti cikk szerkesztőit annak laptörténete sorolja fel. Ez a jelzés csupán a megfogalmazás eredetét és a szerzői jogokat jelzi, nem szolgál a cikkben szereplő információk forrásmegjelöléseként.

## Külső hivatkozások
- 'Pisanosaurus'. PaleoBiology Database. [2012. szeptember 29-i dátummal az eredetiből archiválva]. (Hozzáférés: 2009. szeptember 22.)
- 'Pisanosaurus mertii'. DinoData. (Hozzáférés: 2009. szeptember 22.)